# Palazzo della Cassa Depositi e Prestiti

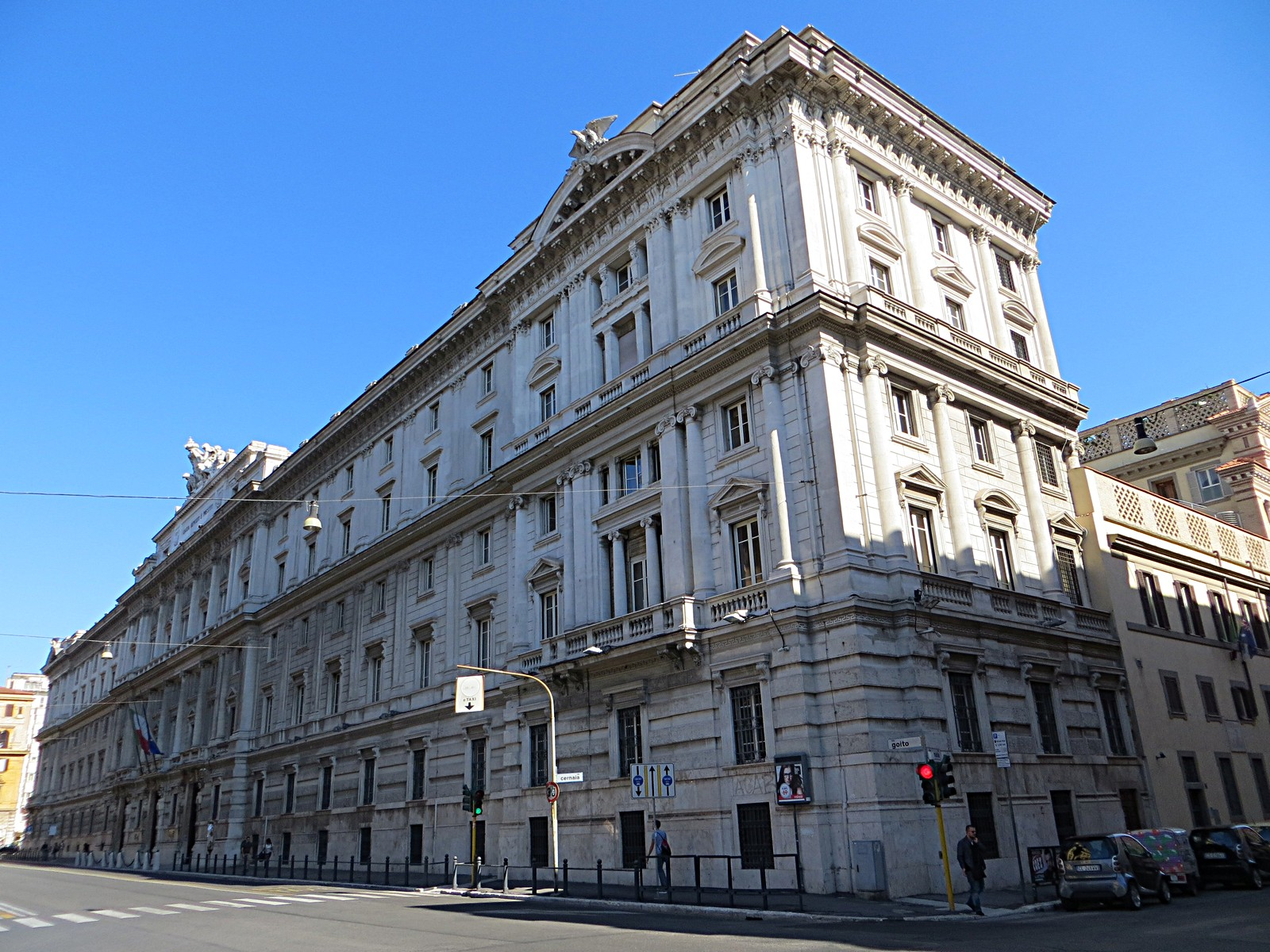
Vista do palácio na Via Goito.

Palazzo della Cassa Depositi e Prestiti é um grande palácio art nouveau localizado no número 12 da Via Goito, no rione Castro Pretorio de Roma, e que ocupa todo o quarteirão delimitado ainda pela Via XX Settembre, a Via Castelfidardo e a Via Cernaia, ao lado do gigantesco Palazzo delle Finanze, sede do Ministério das Finanças.

## História
A Cassa Depositi e Prestiti foi fundada em 1850 com o objetivo de fomentar e financiar obras de utilidade pública. Em 1907, depois que suas competências e atribuições foram aumentadas, foi autorizada a construção de uma nova sede autônoma em Roma. A obra foi conduzida pelo engenheiro Carlo Mongini e inaugurada em 31 de dezembro de 1910. O custo total da obra foi de 3 339 829 liras, um custo enorme para a época e que correspondia a quase 25% de todo o patrimônio da Cassa.
O edifício tem aproximadamente 64 800 m2 de área construída e um volume total de 324 000 m3.